# Арнульф (пфальцграф Баварии)
Арнульф (II) (нем. Arnulf II.; ок. 913 — 22 июля 954) — пфальцграф Баварии с 938, второй сын герцога Баварии Арнульфа (I) Злого и Юдит Фриульской.

## Биография
14 июля 937 года умер герцог Баварии Арнульф Злой, наследником владений которого стал его старший сын Эберхард. Он отказался присягнуть королю Германии Оттону I Великому, потребовав признать его право распоряжаться баварской имперской церковью. В ответ Оттон решил восстановить власть Германии над Баварией, почти полностью ликвидированную Арнульфом, и в начале 938 году вторгся во владения Эберхарда. Первая компания оказалась неудачной: Оттону помешало восстание его единокровного брата Танкмара. Однако осенью того же года Оттон вновь вторгся в Баварию, разгромив армию Эберхарда.
Арнульф участвовал в борьбе своего брата, а после его поражения бежал в Каринтию. Оттон, свергнув Эберхарда, отдал Баварию его дяде Бертольду. В том же году Арнульф вернулся в Баварию, был прощён и назначен баварским пфальцграфом (королевским наместником). Сохранил он своё положение и после того, как герцогом Баварии стал в 947 году Генрих I, брат Оттона I, женатый на Юдит, сестре Арнульфа.
В 953 году против Оттона I восстали герцоги Швабии Людольф и Лотарингии Конрад Рыжий. К этому восстанию, желая получить Баварское герцогство, присоединился и пфальцграф Арнульф с братом Германом, сыном Бертольдом и троюродным братом Герольдом, архиепископом Зальцбурга. Восставшим удалось захватить большую часть герцогства у герцога Генриха I, в том числе, столицу Баварии Регенсбург. Королевская армия осадила Регенсбург, но Арнульф, не вступая в открытое сражение, предпочитал совершать вылазки против короля. Так Арнульф в декабре захватил и разорил Аугсбург и осадил епископа Ульриха в замке Швабмюнхен. В итоге Оттон был вынужден снять осаду.
6 февраля 954 года на помощь осаждённому епископу Ульриху прибыли графы Дитпольд фон Диллинген и Адальберт Мархтальский. Им удалось разбить армию Арнульфа, при этом его брат Герман попал в плен.
Вскоре в Баварию вторглись венгры, что вынудило баварцев заключить временное перемирие с королём. Перемирие закончилось 15 июня: на рейхстаге, который прошёл 16 июня 954 года в Лангенценне под Фюртом, некоторые представители знати, в том числе и Конрад Лотарингский, примирились с королём. Однако Арнульф и Людольф отказались подчиниться и отправились в Регенсбург. Около города их настигла армия, которой командовал маркграф Геро. 22 июля произошла битва, во время которой Арнульф был убит.
В 940 году Арнульф построил замок Шейерн. Он был центром владений рода графов Шейерна, позже получившего название Виттельсбахов, который выводил своё происхождение от Луитпольдингов.

## Брак и дети
Имя жены Арнульфа неизвестно. Вероятно, она была родом из Швабии. Достоверно известны двое детей Арнульфа:
- Бертольд (ок. 930/935 — ок. 999), пфальцграф Баварии в 955—976, граф Гайзенфельда и Вассербурга
- дочь; муж: Мегингард I (ум. после 987), граф Мангфалля